# ふじさわたつろー
ふじさわ たつろーは日本の漫画家。成人向け漫画で活動し主に年上の女性、人妻、母子近親相姦が中心、中肉中背だが巨乳、巨尻の母親、幸恵を中心としたシリーズを執筆している。

## 主な単行本
- 暗闇の踊り (ネイクコミックス)
- 背徳の踊り (ネイクコミックス)
- 乱舞(フェアダンス) (キュンコミックス)
- 妄想クラブ (チェリーコミックス)
- 幸恵シリーズ（メディアックス）

母さんの美しい裸体（メディアックス。幸恵の妹である益美が登場する姉妹作）